# Obleganje Ninety-Six
Obleganje Ninety Six je bilo obleganje v zahodni Južni Karolini pozno v ameriški revolucionarni vojni. Od 22. maja do 18. junija 1781 je generalmajor kontinentalne vojske Nathanael Greene vodil 1.000 vojakov v obleganju proti 550 lojalistom v utrjeni vasi Ninety Six, Južna Karolina. 28-dnevno obleganje je bilo osredotočeno na zemeljsko utrdbo, znano kot Star Fort. Kljub temu, da je imel več vojakov, Greene ni uspel zavzeti mesta in je bil prisiljen prekiniti obleganje, ko se je Lord Rawdon približal iz Charlestona, Južna Karolina, z britanskimi vojaki.
Območje je zdaj zaščiteno kot Nacionalno zgodovinsko območje Ninety Six in je bilo razglašeno za Nacionalni zgodovinski spomenik. Mnogi preživeli lojalisti so bili kasneje preseljeni s strani krone in so jim bila dodeljena zemljišča v Novi Škotski, kjer so svojo občino poimenovali Rawdon v spomin na svojega rešitelja.

## Ozadje
"Južna strategija" britanske vojske za zmago v ameriški revolucionarni vojni, ki je bila uspešna pri zavzetju Charlestona in pridobitvi podreditve večjega dela Južne Karoline in Georgie, je marca 1781 naletela na oviro, potem ko je general Lord Cornwallis premagal generala kontinentalne vojske Nathanaela Greenea v bitki pri Guilford Courthouse v Greensboro, Severna Karolina. Cornwallis je utrpel znatne žrtve in nato preselil svojo vojsko v Wilmington, Severna Karolina. Greene, čigar vojska je bila po tej bitki še vedno večinoma nedotaknjena, je izkoristil Cornwallisovo potezo, da je vkorakal v Južno Karolino in začel operacije za izgon Britancev iz te države.
S pomočjo poveljnikov milice Thomasa Sumterja, Francisa Mariona in Andrewa Pickensa so patriotske sile zavzele številne britanske postojanke v zaledju Južne Karoline; druge so jim bile prepuščene. Do sredine maja sta bili edini mesti v državi z znatnimi britanskimi garnizijami Ninety Six v severozahodnem delu države in pristanišče Charleston, Južna Karolina, več kot 300 km jugovzhodno na atlantski obali.

## Bojni red
Bojni red sil, vpletenih v bitko, je bil:

### Kontinentalci
- Poveljujoči častnik, generalmajor Nathanael Greene

- Leejeva legija (150 konjenikov in pešcev)

- 1 četa iz Delawarskega polka

- 4 6-funtni topovi

- Milica Južne Karoline pod poveljstvom brigadnega generala Andrewa Pickensa

- Milica Severne Karoline

- Brigada Maryland, pod poveljstvom polkovnika Otha Hollanda Williamsa

- - 1. polk Maryland

- - 2. polk Maryland

- Brigada Virginija, pod poveljstvom brigadnega generala Isaaca Hugerja

- - 1. polk Virginija - podpolkovnik Richard Campbell

- - 2. polk Virginija - podpolkovnik Samuel Hawes (odstopil, 30. maj), major Smith Snead

### Britanci
- Poveljujoči častnik, podpolkovnik John Harris Cruger[3]

- 1. bataljon De Lanceyjeve brigade

- 2. bataljon prostovoljcev New Jerseyja

- Lojalistična milica Južne Karoline iz okrožja Ninety Six, Južna Karolina

- 3 3-funtni topovi, ampak brez artileristov

## Britanska obramba
Britansko postojanko pri Ninety Six je branilo 550 izkušenih lojalistov, kot je De Lanceyjeva brigada, organiziranih v provincialne polke (vojaki redne vojske, ki so bili rekrutirani iz lojalistov v New Yorku, New Jerseyju in Južni Karolini) pod poveljstvom podpolkovnika Johna Crugerja. Britanci so jo zasedli leta 1780, obramba pa je bila sestavljena iz palisade, obdane z globokim jarkom in abatisom (posekana drevesa z naostrenimi vejami, obrnjenimi navzven). Velik redut, imenovan Star Fort, je branilcem omogočal, da so napadalce enfilirali na dveh stenah palisade, manjši redut pa je zagotavljal podobno zaščito za preostale stene in oskrbo z vodo. Cruger je imel tri majhne (tri funte) poljske topove.

## Obleganje
Greene in približno 1.000 mož so prispeli pred Ninety Six 22. maja, istega dne, ko sta Andrew Pickens in Henry "Light-horse Harry" Lee začela oblegati bližnjo Augusto v Georgiji. Takoj so začeli z obleganjem, usmerjenim proti Star Fortu, pod vodstvom svojega glavnega inženirja, polkovnika Tadeusza Kosciuszka iz Poljske. Cruger je storil vse, kar je bilo v njegovi moči, da bi oviral obleganje, pogosto je ponoči pošiljal skupine, da bi nadlegovale delavce. V enem pomembnem incidentu so njegove sile pregnalo delavce in zajele nekaj njihovega orodja za kopanje.
Do 3. junija so Greenovi možje izkopali jarek znotraj 30 m od Star Forta. Uporabili so taktiko, podobno tisti, ki jo je uporabljal general Marion za zavzetje Fort Watsona, pri čemer so zgradili lesen Mahamov stolp, visok približno 30 čevljev (9 metrov), z zaščiteno ploščadjo na vrhu. Pod to povišano zaščito bi imeli ameriški ostrostrelci jasno strelno linijo v utrdbo. Sprva so ostri strelci v stolpu lahko pobili številne Crugerjeve artileriste. Cruger je hitro odgovoril z uporabo vreč s peskom, da bi dvignil višino svojega parapeta, kar je zagotovilo dovolj zaščite, da so njegovi lastni strelci lahko streljali na stolp skozi reže med vrečami. Poskušal je tudi zažgati stolp z vročimi kroglami, vendar ni mogel dovolj segreti krogel. Napadalci so v utrdbo izstrelili goreče puščice (taktika, ki je delovala, ko so patrioti zavzeli Fort Motte), da bi zažgali vse vnetljivo v utrdbi. Cruger je imel delavce, ki so odstranili strehe z zgradb v utrdbi, da bi preprečili, da bi zgorele.
7. junija je lord Rawdon zapustil Charleston z 2.000 britanskimi silami, da bi razbremenil obleganje. Naslednji dan sta prispela Pickens in Lee, ki sta uspešno zavzela Augusto 6. junija. Greene je za Rawdonovo potezo izvedel šele 11. junija. Ker je situacija postajala kritična, se je Greene odločil poskusiti napad na utrdbo. (Cruger je za Rawdonov približevanje izvedel naslednji dan, ko se je kurir, ki se je pretvarjal, da je patriot, dovolj približal utrdbi, da je preostalo razdaljo pretekel na konju.)

## Napad
Greene je načrtoval, da bo ena skupina zavzela manjši redut, medtem ko bo večja napadalna sila napadla Star Fort, kjer bi nekateri možje podrli vreče s peskom, da bi branilce izpostavili ognju iz stolpa. Ko se je napad začel 18. junija, je sprva vse potekalo po načrtih – manjši redut je bil zavzet, možje pa so uspešno prodrli skozi abatis in podrli vreče s peskom. V tem trenutku je Cruger sprožil protinapad z dvema izpadoma, da bi napadel boke napadalne skupine. V siloviti bitki, v kateri so prevladovali bajoneti in uporaba mušket kot palic, so bili vodje napada ubiti, njihovi možje pa so bili prisiljeni umakniti se nazaj v svoje jarke. Zaradi neuspeha napada in Rawdona, ki je bil oddaljen le 30 km, je Greene je prekinil napad in ukazal umik z besedami "Moji možje so se grozno odrezali in nekateri bodo ustreljeni."

## Posledice
Greenove izgube so znašale 150 mož, medtem ko so bile Crugerjeve žrtve pod 100. Greene se je umaknil proti Charlotte, Severna Karolina, kar je Rawdonu omogočilo, da se je združil s Crugerjem. Rawdon je poslal precejšnjo silo za Greenom, vendar sta jih upočasnila vročina in napor dolgih prisilnih maršev. Sila je bila poklicana nazaj v Ninety Six, ki ga je Rawdon nato zapustil.
General Greene je delno krivil za neuspeh operacij proti Ninety Sixu Sumterja in Mariona, ki nista pravočasno podprla njegovih operacij. Kasneje so drugi častniki krivili Greena in Leeja, ker nista prekinila oskrbe branilcev z vodo pri Spring Branchu.
Lee je v svojih spominih za velik del poraza izpostavil polkovnika Kosciuszka. Verjel je, da je inženir začel prvo vzporednico preblizu trdnjave Star Fort in da je podcenjeval dolg čas, ki so ga njegovi premalo številčni in slabo opremljeni saperji potrebovali za izkopavanje trde zemlje, da bi naredili jarek za podporo obleganju. Čeprav so ti problemi prispevali k neuspehu celotne operacije, je Greene pohvalil Kosciuszkova prizadevanja pri izvajanju njegovih ukazov, pri čemer je opozoril, da bi ob več časa načrt njegovega glavnega inženirja morda uspel.
Ko je Greene izvedel za Rawdonov umik iz Ninety Sixa, je poskušal zbrati vse elemente patriotskih vojaških sil, da bi napadel Rawdona, preden bi ta dosegel Charleston. Ni mu uspelo zaradi očitno počasnih gibanj Sumterja in Mariona. Greene je svoje može večino julija in avgusta počival v High Hills of the Santee, preden se je ponovno spopadel z Britanci zunaj Charlestona pri Eutaw Springs 8. septembra 1781, v zadnji večji bitki na jugu.

## Zapuščina
Ninety Six National Historic Site je bil leta 1973 razglašen za Nacionalni zgodovinski spomenik.

## Splošna bibliografija
- Morrill, Dan (1993). Southern campaigns of the American Revolution. Nautical & Aviation Publishing. ISBN 1-877853-21-6.
- Pancake, John (1985). This Destructive War. University of Alabama Press. ISBN 0-8173-0191-7.
- Reynolds, William R. Jr. (2012). Andrew Pickens: South Carolina Patriot in the Revolutionary War. Jefferson, NC: McFarland & Company. ISBN 978-0-7864-6694-8.